# جوزف مارتین
جوزف متیو مارتین (به انگلیسی: Joseph Matthew Martin) (زاده ۲۹ دسامبر ۱۹۶۲) ژنرال نیروی زمینی ایالات متحده آمریکا است که به عنوان سی و هفتمین معاون رئیس ستاد ارتش خدمت می‌کرد. پیش از این وی به عنوان مدیر ستاد ارتش در واشینگتن، دی.سی. خدمت می‌کرد. او وظیفه فعلی خود به عنوان ۳۷مین معاون رئیس ستاد را در ۲۶ ژوئیه ۲۰۱۹ بر عهده گرفت.
آسوشیتدپرس در مارس ۲۰۲۱ گزارش داد که مقام‌های رده بالا سپاه پاسداران از حمله به پایگاه عین الاسد جهت انتقام ترور قاسم سلیمانی راضی نبودند و در ژانویه ۲۰۲۱ (دی ۱۳۹۹) برای حمله به پایگاه نظامی «فورت مک‌نایر» در خاک آمریکا به سبک انفجار یواس‌اس کول و قتل جوزف مارتین بحث کردند. این گفتگو توسط آژانس امنیت ملی آمریکا شنود شد.

## تحصیلات
مارتین اهل دیربورن، میشیگان و فرزند یکی از مدیران شرکت فورد موتور بود که در سال ۱۹۸۱ از دبیرستان دیربورن فارغ‌التحصیل شد. او در سال ۱۹۸۶ از آکادمی نظامی ایالات متحده فارغ‌التحصیل شد.
مارتین مدرک کارشناسی ارشد را از دانشگاه لوییویل دریافت کرد و از دانشکده فرماندهی و ستاد عمومی ارتش و کالج جنگ ارتش ایالات متحده فارغ‌التحصیل شد.

## حرفه نظامی
پس از فارغ‌التحصیلی از آکادمی نظامی ایالات متحده، مارتین به عنوان رهبر دسته تانک، رهبر دسته پیشاهنگی و افسر اجرایی شرکت در گردان ۱، هنگ ۳۷ زره پوش، در لشکر ۱ زرهی (۱۹۸۷ تا ۱۹۹۰) خدمت کرد. پس از فارغ‌التحصیلی از دوره پیشرفته افسر زره پوش، او به گردان ۴، هنگ ۳۷ زره پوش در لشکر ۱ پیاده که در آنجا فرماندهی عملیات طوفان صحرا (جنگ خلیج فارس) و در فورت رایلی، کانزاس عهده‌دار شد.
مارتین در مرکز آموزش ملی فورت ایروین در کالیفرنیا به عنوان ژنرال فرمانده منصوب شد. او در عملیات آزادی‌سازی عراق به عنوان فرمانده گردان ۱ گروهان ۶۷ زره پوش در لشکر ۴ پیاده شرکت کرد. همچنین وی فرماندهی عملیات مشترک در موصل جهت جنگ با داعش بود.
مارتین از سپتامبر ۲۰۱۶ تا مه ۲۰۱۸ فرمانده کل لشکر یکم پیاده بود.
در ماه مه ۲۰۱۸، مارتین برای ارتقا به سمت سپهبد و انتصاب به عنوان مدیر ستاد ارتش نامزد شد. در تاریخ ۲۶ ژوئیه ۲۰۱۹، وی به عنوان ۳۷مین معاون ستاد ارتش منصوب و به ژنرال ارتقا یافت.

## جوایز
جوزف ام. مارتین دریافت کننده جوایز زیر است:
|  | نشان اقدام رزمی              |
|  | نشان چترباز                  |
|  | نشان کارکنان ارتش            |
|  | نشان رزمی لشکر پیاده‌نظام یکم |
|  | نشان واحد متمایز ۶۷ زرهی     |
|  | نشان خدمات خارج از کشور      |